# Zona internacional de Tànger
La zona Internacional de Tànger fou un territori de l'extrem nord-oest del Marroc, de sobirania del sultà però amb l'administració intervinguda per diverses potències. La capital era la ciutat de Tànger. El territori s'acostava al sud fins a pocs quilòmetres d'Arcila. A les dues potències signatàries del conveni de 18 de desembre de 1923 (França i Gran Bretanya), es van adherir posteriorment altres, la primera Espanya i va seguir Itàlia. Portugal, Bèlgica, Països Baixos, Suècia, i els Estats Units hi tenien representació.
El 14 de juny de 1940 tropes marroquines manades per oficials espanyols, van ocupar el territori. Franco va declarar la zona part del Protectorat Espanyol al Marroc el 4 de novembre de 1940. El 31 d'agost de 1945 els aliats van signar un conveni pel restabliment de la zona internacional. Franco va haver d'acceptar la segregació respecte del protectorat espanyol i lliurar el territori (incloent-hi el far de Cap Espartel), en el qual els aliats van establir un govern provisional sobre la base de l'estatut de 1923 amb efectes el dia 11 d'octubre de 1945 fixat pel lliurament, l'evacuació de totes les forces i la restitució de les propietats confiscades (sense perjudici de compensació posterior per les expropiacions). La Unió Soviètica i els Estats Units van entrar també a l'administració l'11 d'octubre de 1945. Les lleis i reglaments del període de domini espanyol quedaven anul·lades excepte aquelles que fossin convalidades. L'assemblea va modificar la seva composició per tenir 4 membres francesos, 4 espanyols, 3 americans, 3 soviètics, 3 britànics, 1 italià, 1 belga, 1 holandès, 1 portuguès, 6 musulmans i 3 jueus.
Amb la independència del Marroc la zona va retornar a aquest estat el 29 d'octubre de 1956, però l'estatut internacional es va mantenir encara legalment fins al 18 d'abril de 1960.

## Cronologia
- 1830, Espanya, Portugal, França, Gran Bretanya, Dinamarca, Suècia, Toscana, el Regne de Sardenya i Estats Units disposen de cònsols a Tànger
- 1844, Tànger és bombardejada per l'esquadra francesa
- 10 de setembre de 1844, Tractat de pau de Tànger entre França i el Marroc. El governador de Tànger Bu Selham ben Ali Astot al-Rifí representa al sultà
- 1860, Negociacions per la pau entre Espanya i el Marroc a Tànger; el governador de Tànger Muhammad al-Khatib Al-Tetuaní representa els interessos del sultà; després fou substituït per Al-Hadj Muhammad ben al-Hadj Tahey al-Zebdi al-Rabatí
- 19 d'agost de 1863, Tractat de Tànger sobre protecció diplomàtica i consolar entre França, representada per Beclard) i el sultà representat pel delegat a Tànger Muhammad Bargach al-Rabatí
- 31 de maig de 1865, Tractat de Tànger entre França i Marroc sobre el manteniment de Cap Espartel
- 1877, Gran Bretanya presenta la qüestió del protectorat sobre el Marroc, i per manca d'acord es convoca la Conferència de Madrid, presidida per Canovas del Castillo, que afavoreix els interessos de França i Alemanya
- 3 de juliol de 1880, Primer Conveni de Tànger entre el Marroc i Espanya
- 30 de març de 1881, Segon Conveni de Tànger entre el Marroc i Espanya, relatiu a l'import agrícola o tertib.
- Abril de 1904, Gran Bretanya i França signen un conveni pel qual la primera renuncia a qualsevol dret sobre el Marroc en favor de França, excepte el litoral nord, oficialment per salvar els drets espanyols derivats de la seva situació geogràfica i les seves places de sobirania, i de fet per no posar en risc la seva base de Gibraltar.
- Octubre de 1904, Conveni entre França i Espanya pel repartiment del Marroc. El tractat restarà secret durant 15 anys. Establia la cessió a Espanya d'una zona de 41.000 km² al nord del Marroc inclosa la ciutat de Tànger, amb la restricció de què quedaria subjecte a un estatut especial per ser seu del cos diplomàtic, estatut que desapareixia al cap de 15 anys quan el tractat fos fet públic.
- 31 de març de 1905, Alemanya s'oposa als tractats entre Anglaterra i França i Espanya i Franca. Per solucionar l'afer es convoca una conferència internacional.
- 1906 Conferència d'Algesires sobre el Marroc
- 1906, la conferència d'Algesires decideix la creació de dos tabors de policia a Tànger, un sota comandament d'oficials espanyols (ciutat vella i port) i un d'oficials francesos (ciutat nova). Es crea també el Banc de l'Estat i altres institucions de servei públic que serien adjudicades per concurs internacional.
- Febrer de 1909, Alemanya i França pacten un condomini econòmic sobre el Marroc. El control polític del soldanat seria per França.
- 1911, Alemanya s'alarma per l'ocupació militar francesa
- 5 de juny de 1911, Espanya envia tropes a Larraix i Alcázarseguir (o simplement Alcázar)
- 1 de juliol, Alemanya envia una canonera a Agadir. El fet és anomenat "incident d'Agadir"
- 1911, Alemanya i França signen un acord pel qual la segona queda amb les mans lliures al Marroc a canvi de la cessió a Alemanya de 200.000 km² al Congo Francès. França, enfadada amb Espanya per haver estat a l'inici del problema, declara anul·lat el conveni amb Espanya de 1904, però accepta la negociació d'un nou tractat.
- 1912 Tractat entre França i Espanya sobre el protectorat del Marroc. La zona espanyola queda reduïda a 25.000 km² i perd les millors terres (la conca del Ouarga). Tànger és reservada a la sobirania del sultà (en la pràctica això suposava sobirania francesa)
- 1913 Espanya s'oposa a separar a Tànger de la seva zona nord de protectorat. Conferència de Madrid sobre el tema sense cap acord
- 1914, Esclata la I Guerra Mundial. França confirma els drets sobirans del sultà sobre Tànger; el sultà és forçat a declarar l'expulsió dels ambaixadors d'Alemanya i Àustria, i la confiscació dels béns. Durant la guerra França administra de fet el territori.
- 1919 Es trona a plantejar la qüestió de Tànger
- 1921 El ministre francès Briand confirma la segregació de Tànger de la zona espanyola
- 18 de desembre de 1923, Conveni de París entre França i Gran Bretanya sobre Tànger. El territori és ratificat com a zona de sobirania del sultà, però amb estatut especial per ser seu de missions diplomàtiques.
- 7 de febrer de 1924, Espanya s'adhereix al conveni franco-britànic
- 16 de febrer de 1924, Dahir del sultà que consagra l'administració del territori: el sultà hi serà representat per un alt dignatari (títol "mendub") que governarà directament sobre musulmans, jueus i cristians; hi haurà una assemblea legislativa internacional presidida pel mendub amb representants de les colònies estrangeres: 4 francesos, 4 espanyols, 3 britànics, 2 italians, 1 americà, 1 belga, 1 holandes, 6 musulmans, i 3 jueus, assemblea que tindria per delegació del sultà poders legislatius i reglamentaris. Els textos legislats haurien de ser aprovats per una comissió interventora formada pels cònsols dels Estats Units, Bèlgica, Espanya, França, Gran Bretanya, Itàlia, Holanda, i Portugal; la intervenció tenia dret de vet si així ho decidís la majoria. Les decisions eren executades per "l'administrador de la zona" que disposa de dos adjunts. Els sis primers anys serien 1 francès, 1 espanyol i 1 angles, i després escollits per l'assemblea El mendub era designat pel sultà. Es va crear també una gendarmeria (encarregada a Bèlgica amb oficials francesos i espanyols) i un tribunal mixt amb magistrat nomenats pel sultà a proposta de les potències. L'estatut havia de durar 12 anys.
- 1 de juny de 1925, L'estatut de Tànger de 18 de desembre de 1923 entra en vigor.
- 25 de juliol de 1928, Se signa a París l'anomenada Conferència de Tànger en la qual Itàlia adhereix al conveni de 18 de desembre de 1923 del que s'acorden algunes modificacions: el mandat belga sobre la gendarmeria se suprimit (no s'havia creat) i es va concedir el comandament de la policia a Espanya, amb oficials francesos i espanyols, mentre Bèlgica tindria un jutge als tribunals mixtes

## Dades diverses

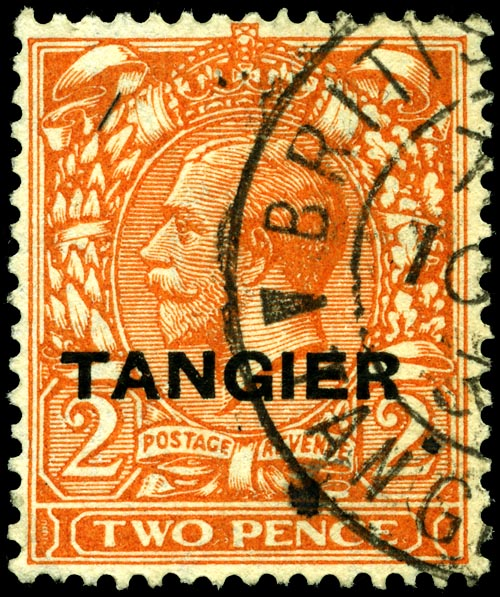
Segell de correus de 1927

- Idiomes oficials: espanyol, francès i àrab
- Economia: ingressos per duanes i consums. Cultiu de blat, civada i cigrons. Indústria d'elaboració de cigarrets
- Despeses i ingressos: les despeses el 1928 foren 27.810.745 francs i els ingressos 30.963.425 francs
- Pressupost: el 1930 era equilibrat amb uns ingressos de 25 milions de francs i les mateixes despeses. Quatre milions de francs estaven en reserva.
- Port: El 1920 van entrar 1426 vaixells amb 1.666.241 tones
- Ferrocarril: el juliol es va obrir el ferrocarril Tànger-Fes amb 314 km
- Carreteres: Millorades durant el període 1925-1939
- Enllaços aeris: aeroplans de Tànger a Tolosa diaris, i de Tànger a Gibraltar també diaris
- Importacions i exportacions: el 1930 les importacions foren de 115.509,688 francs (en descens amb relació a anys anteriors) i les exportacions de 16.818.430 francs (més o menys la meitat que els quatre anys anteriors)
- Moneda:Franc marroquí i de Tànger
- Població: El 1955 tenia 183.729 habitants

## Pavelló mercant

Pavelló mercant 1953-1957

Un dahir del 20 de juny de 1953, en el seu article 3 creava el pavelló mercant de la zona internacional. Fou abolit per un altre dahir de data 11 d'abril de 1957. La descripció a la llei diu "el pavelló marroquí portant prop del pal l'escut de la zona", però la imatge de Lucien Philippe i Otfried Neubecker presenta l'escut ocupant tota la part del pal, i el segell de Salomó desplaçat al vol. L'escut fou adoptat anteriorment per una llei de l'assemblea de la zona datada el 18 d'agost de 1938. Inclou el cap daurat d'un cartaginès o fenici a la part superior (sobre sable), i dues espigues de blat daurades a la inferior (sobre azur). Corona mural daurada al damunt i rodejat de dues branques d'olivera naturals lligades per un llaç azur; sota una cinta daurada amb el nom Tingis (nom romà de la ciutat) en negre. El pavelló apareix publicat a la revista Flaggenmitteilung, núm. 32.

## Governants

### Mendubs
- Muhammad at-Tazi Bu Ashran 1923-1941
- Càrrec abolit 1941-1945
- Muhammad at-Tazi Bu Ashran (restablert) 1945-1954
- Ahmad at-Tazi 1954-1956

### Administradors
- Paul Alberge (França) 1926-1929
- Joseph Le Fur (França) 1929-1940 (en funcions fins a l'1 d'agost)
- Manuel Amieva (Espanya), 1 d'agost a 4 de novembre de 1940, després el càrrec fou abolit
- Ocupació espanyola 14 de juny de 1940 a 11 d'octubre de 1945, sota governadors:
  - General Antonio Yuste 14 de juny de 1940 a 1941 (fin el 3 de novembre de 1940 governador militar i després governador general)
  - General Uriarte 1941 a 18 de novembre de 1942
  - General Pothous 1942 - 11 d'octubre de 1945
- Luis António de Magalhães Correia (Portugal) 1945-1948
- Jonkheer H.F.L.K. van Vredenburch (Holanda) 1948-1951
- José Luís Archer (Portugal) 1951-1954
- Étienne de Croÿ, prince de Croÿ-Roeulx (Bèlgica) 21 de juny de 1954 a 31 de desembre de 1954
- Robert van de Kerckhove de Hallebast (Bèlgica) 4 de gener de 1955 a 5 de juliol de 1956